# Prachtflossensauger
Der Prachtflossensauger (Sewellia lineolata) ist ein Süßwasserfisch aus der Familie der Flossensauger (Gastromyzontidae), der in China, Kambodscha und schwerpunktmäßig in Vietnam vorkommt und mittlerweile in der Aquaristik eine wachsende Rolle spielt.

## Beschreibung
Der Prachtflossensauger hat einen abgeflachten, an starke Strömung angepassten Körper und zeigt zumeist eine gepunktete, aus gelblichen und dunkelbraunen bis schwärzlichen Linien und Streifen bestehende Zeichnung. Ihre Brust- und Bauchflossen sind zu Saugflossen umgebildet, mit deren Hilfe sie auf in stark bewegtem Wasser an Oberflächen anhaften können. Mit ihrem unterständigen Maul können sie ähnlich wie Antennenwelse Aufwuchs von Steinen abraspeln. Die Tiere bewegen sich schnell und sprunghaft und können bis ca. acht Zentimeter groß werden.

## Vorkommen
Prachtflossensauger finden sich häufig in den vietnamesischen Provinzen Thua Thien-Hue, Quang Nam, Quang Ngai und Bình Định. Die Zierfische, die nach Europa und in die USA exportiert werden, stammen zumeist aus dem Zuchtbetrieb Saigon Aquarium Corp.

### Habitat
Sewellia lineotola kommt in flachen, schnell fließenden, stark sauerstoffreichen Bächen und Oberläufen von Flüssen vor, die Riffelabschnitte enthalten und von Pools, Stromschnellen oder Wasserfällen unterbrochen werden. Bewohnte Substrate bestehen normalerweise aus Kies, Steingrund, Felsbrocken und Sand, umgeben von einer kräftig entwickelten Ufervegetation, jedoch weniger Unterwasserpflanzen. Die günstigsten Lebensräume enthalten sauerstoffgesättigtes klares Wasser, das in Kombination mit starker tropischer Sonneneinstrahlung einen reichhaltigen Biofilm bildet, welcher die untergetauchten Oberflächen bedeckt. In Zeiten starker Niederschläge können einige Bäche aufgrund von Schwebstoffen, die durch größere Durchflussraten und Wassertiefen verursacht werden, eintrüben.

## Nahrung
Prachtflossensauger fressen in ihrer natürlichen Umgebung benthische Algen und Mikroorganismen auf Biofilmen. Auch können opportunistisch kleinere Insektenlarven gefressen werden. Im Aquarium können neben Mückenlarven, Artemia, Daphnien und Tubifex auch Fischflocken, Mini-Pellets und Algenwafer verfüttert werden.

## Aquarienhaltung
Prachtflossensauger sind soziale Tiere, die in Gruppen von ca. acht Artgenossen in mindestens 80-Liter großen Becken gehalten werden sollten. Wichtig dabei ist, das ursprüngliche Bachhabitat durch starke Strömung und hohe Sauerstoffsättigung nachzuahmen. Der Grund soll aus runden flachen Steinen und Sand sowie Versteckmöglichkeiten bestehen. Großblättrige Pflanzen werden von den agilen Fischen gern als Ruhefläche verwendet. Die Spezies toleriert einen Temperaturbereich zwischen 18 und 24° Celsius, wobei kühlere Temperaturen bevorzugt werden, außerdem einen pH-Wert von 6,0 und 8,0 bei einem Härtebereich zwischen 5 und 20° dGH.
Die Männchen können Rang- und Revierkämpfe austragen. Die Fische sind Freilaicher, wobei die Eier auf grobem Kies abgelegt werden. Ihre Zucht gilt als anspruchsvoll.